# Gustave (crocodilo)

Fotografia de Gustave, tirada por Martin Best da National Geographic nas margens do rio Ruzizi, Burundi.

Gustave é um grande crocodilo-do-nilo macho de Burundi. Ele é notório por ser um devorador de homens, e há rumores de ter matado mais de 300 pessoas a partir das margens do Rio Ruzizi e costa norte do Lago Tanganica. Ainda que o número real seja difícil de verificar, ele obteve quase o estado mítico e é muito temido pelas pessoas da região.
Gustave recebeu o nome de Patrice Faye, um herpetólogo que vem estudando e investigando desde o final da década de 1990. Muito do que se sabe sobre Gustave decorre do filme Capturing the Killer Croc, que foi ao ar em 2004 na PBS. O filme documenta a tentativa de captura e estudo sobre o Gustave.

## Descrição
Uma vez que o Gustave não foi capturado, sua extensão exata e peso são desconhecidos. Em 2002, foi afirmado que ele poderia ter "facilmente mais de 6 metros de comprimento", e pesar mais de uma tonelada. Algumas estimativas puseram o Gustave a 8,0 metros ou mais de comprimento. Quando observado pela primeira vez, foi estimado ter cerca de 100 anos para atingir tal dimensão excepcional; no entanto, Gustave revelou um conjunto completo de dentes, quando ele abriu a boca. Uma vez que um crocodilo tenha 100 anos de idade "deveria ter quase nenhum dente" (de acordo com o documentário), ele foi estimado "provavelmente não mais de 60 anos, e provavelmente, ainda está crescendo".
Gustave também é conhecido por ter três cicatrizes de bala em seu corpo. Seu ombro direito também foi profundamente ferido. As circunstâncias que cercam as quatro cicatrizes são desconhecidas. Cientistas e herpetólogos que estudaram Gustave afirmam que seu tamanho incomum e peso impede a sua capacidade de caçar como outros crocodilos, presas como peixes, antílope e zebra, forçando-o a atacar animais maiores, como hipopótamo, grandes gnus e, até certo ponto, os seres humanos. De acordo com um aviso local popular, ele é dito caçar e deixa os cadáveres de suas vítimas não consumidos. Além disso, ele foi indicado em seu documentário como um crocodilo que pode ficar vários meses sem comer, um do tamanho de Gustave poderia se dar ao luxo de escolher a sua presa com cuidado.
Em algumas partes da Ásia e Austrália crocodilos de água salgada (Crocodylus porosus) de 6 metros de comprimento são ocasionalmente relatados; indivíduos de 9 metros de comprimento, também foram relatados.[carece de fontes?] No leste da Índia, o Guinness World Records confirmou a existência de um indivíduo de 7 metros. Embora Gustave não é o crocodilo mais longo já registrado, crocodilos do Nilo mais longos do que ele ainda não foram relatados.

## Tentativa de captura
No Capturing the Killer Croc, Patrice Fey e outros cientistas tentaram capturar Gustave. De acordo com o filme, Patrice havia realizado dois anos de investigações antes da tentativa de captura. No entanto, Patrice e os cientistas receberam um prazo de 2 meses para capturar o animal; depois, uma mudança de governo correria o risco de mergulhar o país em uma guerra civil. Em primeiro lugar, uma gaiola armadilha pesando uma tonelada e cerca de 9 metros de comprimento, foi desenvolvida. A equipe então localizou Gustave e instalou a gaiola com isca e também colocou uma câmera infravermelha escondida dentro da jaula. Foram instaladas várias formas diferentes de isca, mas nenhum deles atraiu Gustave ou qualquer outra criatura. Os cientistas também então instalaram três armadilhas gigantes em margens estratégicas para aumentar suas chances de captura; somente crocodilos menores foram capturados pelas armadilhas.
Em sua última semana de tempo antes de ter que deixar o país, a equipe, em seguida, colocou um bode vivo na gaiola; mas noite após noite nenhuma das tentativas deu certo. Em uma noite, a câmera quebrou devido a uma tempestade; na manhã seguinte, a jaula foi encontrada parcialmente submersa e afundada na água, enquanto o bode tinha desaparecido. Especulou-se que a subida das águas da chuva ajudou o monstro a escapar de seus caçadores, ou que a gaiola armadilha falhou; mas sem evidência visual sobre o que aconteceu, e agora forçados a deixar Burundi devido a condições políticas, a equipe não foi capaz de descobrir o que havia acontecido naquela noite.

## Último relato de avistamento
A última aparição de Gustave relatada foi em fevereiro de 2008 por fontes da National Geographic. A falta de relatórios posteriores torna o estado atual de Gustave desconhecido.

## Possível morte
Em 2019, a Travel Africa Magazine afirmou que Gustave havia sido morto, mas não é dito como ele foi morto ou por quem.

## Na ficção
Gustave é a base do filme Primeval (cujo título original é Gustave).